# Bistum San Isidro
Das Bistum San Isidro (lat.: Dioecesis Sancti Isidori in Argentina, span.: Diócesis de San Isidro) ist eine in Argentinien gelegene römisch-katholische Diözese mit Sitz in San Isidro.
Es wurde am 11. Februar 1957 durch Papst Pius XII. mit der Päpstlichen Bulle Quandoquidem Adoranda aus Gebietsabtretungen des Erzbistums La Plata und des Bistums  San Nicolás de los Arroyos errichtet. Das Bistum San Isidro wurde dem Erzbistum Buenos Aires als Suffraganbistum unterstellt.
Der Bistumspatron ist der Heilige Isidor von Madrid.

## Bischöfe von San Isidro
- Antonio María Aguirre, 13. März 1957 – 13. Mai 1985
- Alcides Jorge Pedro Casaretto, 13. Mai 1985 – 30. Dezember 2011
- Óscar Vicente Ojea Quintana, 30. Dezember 2011 – 30. Dezember 2024
- Guillermo Caride, seit 30. Dezember 2024

## Weblinks

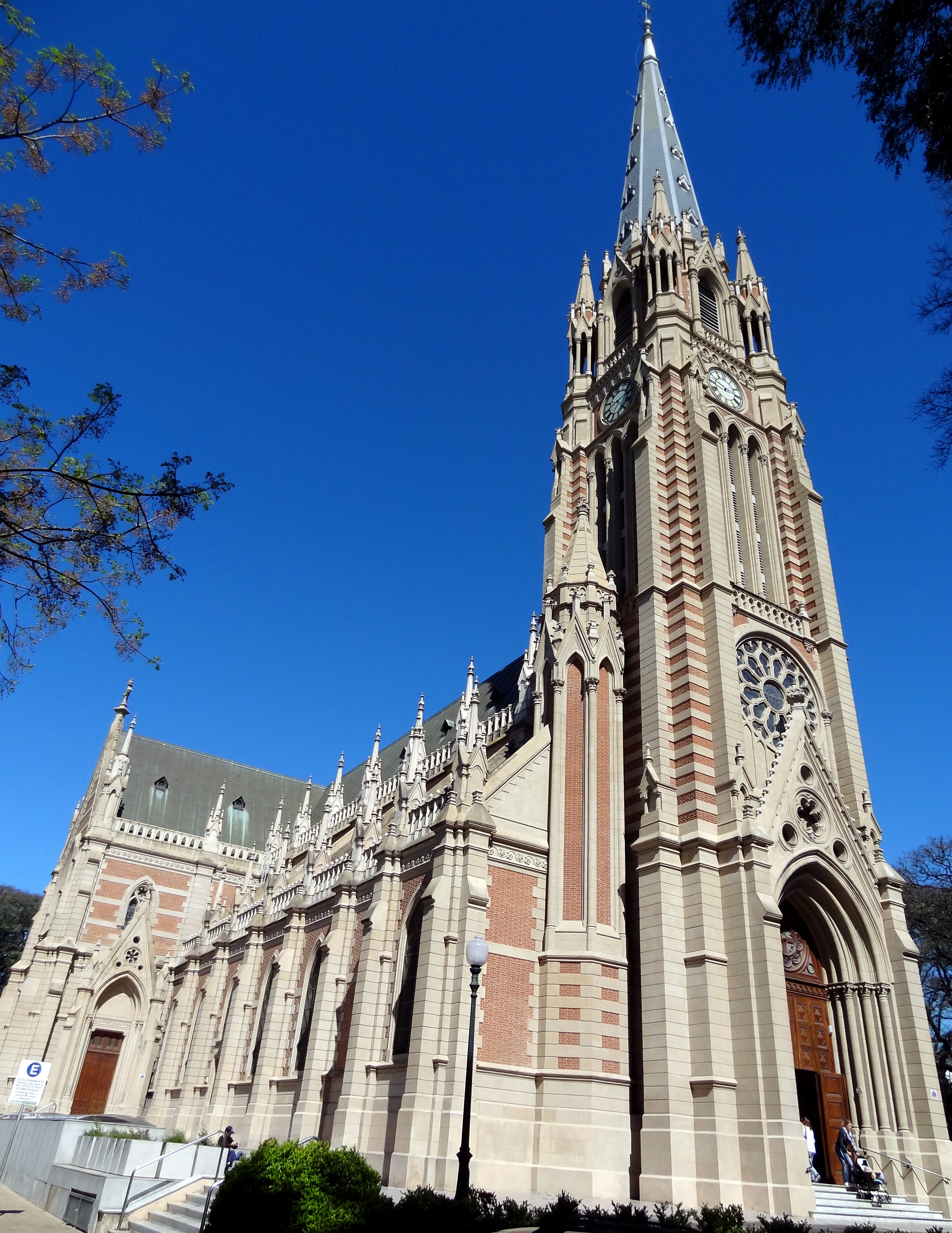
Kathedrale von San Isidro